# Jean-Alexandre de la Font
Jean-Alexandre de la Font est un journaliste et chef d'entreprise français du XVIIe siècle qui a émigré aux Pays-Bas pour à la fondation de plusieurs journaux libres, parmi lesquels Les Nouvelles extraordinaires de divers endroits, ensuite rebaptisé Gazette de Leyde.

## Biographie
Mort en novembre 1685 à Leyde (Pays-Bas), Jean Alexandre de La Font est né dans le Languedoc ou le Vivarais à une date inconnue. Il épousa, en premier mariage, Jeanne Boebé, qui lui a donné un fils, Anthony  de La Font, qui a prendra sa succession pour éditer la Gazette de Leyde, jusqu'à sa mort en 1738.
Jean-Alexandre de la Font a probablement commencé sa carrière de journaliste à la Gazette d'Amsterdam. Une estampe le montre présentant la première Gazette ordinaire d'Amsterdam: de la main gauche, il tient le numéro du lundi 5 décembre 1667 tandis que de la main droite, serrant sa plume d'oie entre le pouce et l'index, il présente le texte.
On le retrouve dix ans plus tard dans une autre publication, en 1677, l'année où paraît tous les quinze jours une Traduction libre des gazettes flamandes et autres, éditée par le libraire et imprimeur hollandais Johannes van Gelder (1634 - 1697), comportant un cartouche qui porte les initiales de Jean Alexandre de la Font. 
Johannes van Gelder fonde en 1680 Les Nouvelles extraordinaires de divers endroits, ensuite rebaptisé Gazette de Leyde, dont l'un des premiers numéros porte la date du 1er octobre 1680 et qui parait les mardis et jeudis. Claude Jordan en fut le rédacteur principal depuis son arrivée à Leyde au début de 1686 jusqu'à son départ pour Amsterdam, à la fin de 1688. Il s'agit d'un journal politique destiné aux Français des Provinces-Unies mais également aux élites de toute l'Europe. Les  journalistes travaillant  à Amsterdam publiaient parfois à Leyde, où la liberté de la presse était encore plus grande. De nombreux huguenots se sont exilés dans les Provinces-Unies sous le règne de Louis XIV. Leur nombre augmente ensuite avec la révocation de l'édit de Nantes en 1685, qui amène plusieurs d'entre eux à publier dans plusieurs villes d'Europe des journaux traitant de l'actualité politique en France et en Europe, lus par les élites françaises et appelés en France, les « gazettes étrangères ».
Jean-Alexandre de la Font est considéré par son contemporain le philosophe et écrivain Pierre Bayle, lui aussi émigré aux Pays-Bas, comme le plus grand gazetier de l'époque, mais Claude Bellanger, historien de la presse le décrit comme un "personnage peu scrupuleux, un indicateur d'origine française".
Jean-Alexandre de La Font rachète l'imprimerie à la veuve Van Gelder en 1680. Peu après, nn 1684, Pierre Bayle crée et rédige un périodique de critique littéraire, historique, philosophique et théologique, les Nouvelles de la république des lettres. Repris par Étienne Luzac en 1738, la Gazette de Leyde connaît son apogée sous la direction du neveu de ce dernier, Jean Luzac.